# Bartomeu Sureda i Miserol
Bartomeu Sureda i Miserol   (Palma, 1769 - Palma, 10 de març de 1851) Fou un enginyer, inventor, artista i promotor industrial mallorquí. Va ser un dels científics i emprenedors il·lustrats més reconeguts de l'Espanya del seu temps. Un científic amb una àmplia diversitat d'interessos.

## Biografia

#### Formació
Fill d'una família d'humils fusters, la seva vida emprendrà nous camins en estudiar dibuix a l'Escola de Nobles Arts de la Societat Econòmica Mallorquina d'Amics del País, des d'on fou enviat a Madrid sota la tutoria de Tomàs de Verí, corresponsal d'aquella societat a la capital del regne. Aprenent i col·laborant amb el Real Gabinete de Máquinas (institució creada el 1788), que dirigia l'enginyer canari Agustín de Betancourt. Mostrant la seva especial dotació i qualitats per qüestions artístiques i per a la mecànica.
Continuà la seva formació en ser admès com a alumne a la Real Academia de Bellas Artes de San Fernando. Destacant en l'estudi i en les realitzacions pràctiques. Les seves especials actituds i intel·ligència el portarà a tenir una carrera professional ràpida i notable.

#### Per Anglaterra i França a la recerca de tècniques i maquinària noves
Dins la política de modernització de les arts i les ciències de Manuel Godoy, entre 1793 i 1796, Sureda acompanyà Betancourt, a Anglaterra on prengué contacte amb els avenços organitzatius i mecànics que impulsava la naixent Revolució Industrial. Tot aprenent i assimilant noves tècniques.
En bona part la seva missió era d'espionatge industrial. Per això dibuixà amb gran habilitat plànols de màquines i treballà en una foneria i en una fàbrica de vaixelles per adquirir coneixements de noves tècniques i materials. En aquest cas i en altres la seva representació gràfica de màquines i enginys van ser impulsora de nous plantejaments per al nucli de científics il·lustrats d'Espanya.
Expulsats Sureda i Agustín de Betancourt d'aquell país l'octubre de 1796 a conseqüència de la signatura del Tractat de San Idelfonso amb la Primera República Francesa, viatjaren a França. Varen poder extreure d'Angaterra documentació i l'instrumental científic que havien adquirit en aconseguir fer-ho per via diplomàtica. Retornà a Madrid el 1798 on s'incorporà al Real Gabinete de Máquinas.

#### L'expedició Mopox a Cuba
El 1797, per encàrrec de Godoy, forma part amb de Betancourt d'una expedició a Cuba sota les ordres del comte de Mopox que, entre altres finalitats, ha de dissenyar i modernitzar les vies de comunicació a més d'altres iniciatives per dinamitzar l'economia i l'agricultura de l'illa caribenya. Però l'expedició és avortada pel bloqueig marítim anglès resultat del canvi d'aliances d'Espanya. Els són requisats tot l'instrumental científic portat d'Anglaterra i França així com tota la documentació. Els viatgers van ser dipositats sans i estalvis però amb les mans buides al port de Lisboa.

#### El Gabinete de Máquinas i la investigació de la mecanització tèxtil
De nou a Madrid, grava detallades i minucioses làmines sobre màquines per al Real Gabinete de Màquinas. En aquesta època trava amistat amb Francisco de Goya a qui ensenya les tècniques més modernes del gravat. Les quals Goya utilitzà ja en els seus Caprichos (1798-1799). Goya retratà a Sureda i també a la seva esposa Thérèse Louise, dues pintures que es conserven a la Galeria Nacional de Washington. Per aquest casament, Sureda va emparentar amb Bréguet.
L'any 1800 per suggeriment de Betancourt i amb la recomanació de Louis Abrahán Bréguet s'incorporà a la fàbrica Albert et Collier, a Coye-la-Forêt a Oise, França. El seu objectiu era formar-se per a complir l'encàrrec de dirigir i renovar la Real Fábrica de Algodones de Ávila. Sureda va enviar plànols i indicacions per construir màquines per a treballar el cotó i la llana tant des de França com des de curtes estades fetes a Anglaterra.

#### L'esperit industrial i innovador.La Real Fábrica de Porcelana del Buen Retiro
La fàbrica de porcellana que havia creat Carles III al Buen Retiro era un desastre econòmic i la porcellana que fabricava era tècnicament problemàtica. Per cercar una solució el seu fill Carles IV confià en Bartomeu Sureda i el posà al capdavant de la factoria reial el 1803, on s'acompanyà de Vien i Perche dos experts operaris de Sèvres. El mallorquí elaborà una nova pasta de qualitat aprofitant matèries primeres properes a la manufactura tot substituint el caolí per una magnesita que feia les peces més lleugeres i amb una duresa semblant a la de Sèvres. Així es produí a la fàbrica madrilenya porcellanes de gran qualitat. Es dotà a les peces de la marca M(adri)D rematada amb una corona. Sureda artísticament adscriví la producció al neoclassicisme amb una escrupolosa perfecció formal.
La qualitat i l'èxit de la producció també es degué al fet que Sureda i Miserol va instal·lar nous forns i obradors basats ens els seus dibuixos i croquis fets a Sèvres i el seu evident coneixement dels avenços en camp de la mineralogia i la química a Europa i en la creació de noves màquines i tècniques de producció.
La Real Fábrica de Porcelana del Buen Retiro fou ocupada per les tropes franceses durant la invasió napoleònica i va ser totalment destruïda per les tropes angleses el 1812. Durant el regnat de Ferran VII es reprengué les activitats ara a la nova fàbrica de la Moncloa. Després d'un període inicial entre 1817 a 1820 s'encarregà la seva direcció a Sureda. El qual amb la mirada posada en factories semblants de França i el Regne Unit, va adreçar la gestió vers la rendibilitat deixant en un segon terme la porcellana de costosa elaboració i amb un mercat reduït. La principal activitat seria la pisa de producció més barata i fàcil i que, com es veia per Europa, tenia una demanda més àmplia i un públic molt més gran. Des del punt de vista artístic seguí els corrents que marcava França. Una orientació que arribà a fer rendible la fàbrica, tot i que un incendi l'afectà greument. Tot i això, Bartomeu Sureda dirigí la seva reconstrucció i la represa de la producció. El 1829 a l'edat de seixanta anys demanà i li fou concedida la jubilació.
Es retirà a la seva Mallorca natal on es dedicà principalment a la pintura i al gravat. Entre altres reconeixements havia rebut dues creus pensionades concedides per Lluís XVIII de França per les seves contribucions a la mecanització de la indústria tèxtil francesa.

## Obra
- Sureda i Miserol, Bartomeu Cuaderno de Notas sobre cerámica (1802-1826), edició i notes de J. Sierra Álvarez i I.Tuda Rodríguez. Madrid: Museo Municipal de Madrid, 2000.